# 24658 Misch
24658 Misch è un asteroide della fascia principale. Scoperto nel 1987, presenta un'orbita caratterizzata da un semiasse maggiore pari a 2,3853436 UA e da un'eccentricità di 0,2444470, inclinata di 24,47782° rispetto all'eclittica.